# ویلیام اسمیت (زمین‌شناس)
ویلیام اسمیت (انگلیسی: William Smith; ۲۳ مارس ۱۷۶۹ – ۲۸ اوت ۱۸۳۹) یک دانشمند در زمینه زمین‌شناسی اهل بریتانیا بود. او اثبات کرد که سنگ‌ها و صخره‌ها از لایه‌های متفاوتی تشکیل شده‌اند.